# 47 км
47 км — посёлок в Сямженском районе Вологодской области на реке Сора.
В рамках организации местного самоуправления входит в состав Ногинского (с 2006 до 2015 гг. Житьёвского) сельского поселения Сямженского муниципального района, с точки зрения административно-территориального устройства области — в Семигородний сельсовет Харовского района.
Расстояние до посёлка Житьёва по прямой — 16 км. Ближайшие населённые пункты — Порубежье, Бабино.
Посёлок возник в середине XX века на Семигородней узкоколейной железной дороге. Хотя он расположен на территории Сямженского района, долгое время он, как и все остальные лесозаготовительные посёлки на УЖД, относился к Семигороднему сельсовету Харовского района. С 1 января 2006 года посёлок вошёл в состав Житьёвского сельского поселения Сямженского района, с точки зрения АТД продолжая входить в Семигородний сельсовет.
По переписи 2002 года население — 19 человек.